# 西川幾雄
西川 幾雄（にしかわ いくお、1940年9月11日 - ）は、日本の俳優、声優。ぷろだくしょんバオバブ所属。愛媛県出身。

## 経歴
NHK松山放送劇団、舞台芸術学院中退、劇団七曜会、河の会、プロダクションTHG、オフィス央を経て、ぷろだくしょんバオバブ所属となった。

## 人物
声種はバリトン。ちょっとカン高い声が特徴。
声優としては、アニメ、外画吹き替えなどで活躍。
テレビアニメ『紅三四郎』の紅三四郎役、『新造人間キャシャーン』のキャシャーン役など、タツノコプロ作品の常連だった。
資格は普通自動車免許。趣味は水泳、読書、釣り。方言は松山弁、関西弁、東北弁。
特技はたこ焼き。趣味が高じて、東京都大田区南六郷の水門通り商店街にて、たこ焼き屋を営んでいた（2015年1月下旬に閉店）。この店は2008年8月2日放送のテレビ番組『出没!アド街ック天国』で紹介され、本人がスタジオに出向き、出演者らにたこ焼きをふるまった。
2017年、放送開始から25年間出演していた『忍たま乱太郎』の乱太郎の父役を降板した。

## 後任
| 後任       | 役名                       | 作品                                        | 後任の初出演             |
| ---------- | -------------------------- | ------------------------------------------- | ------------------------ |
| 平野正人   | 乱太郎の父（猪名寺平之助） | 『忍たま乱太郎』                            | 第25期                   |
| 唐沢龍之介 | スタトラー                 | 「マペットシリーズ」                        | 『マペット・ベビー』     |
| 清川元夢   | 高野一二三                 | 『ひぐらしのなく頃に解 祭囃し編』ドラマCD版 | 『ひぐらしのなく頃に業』 |

## 出演
太字はメインキャラクター。

### テレビアニメ
1965年
- 鉄腕アトム (アニメ第1作)（少年A）

1968年
- 巨人の星（1968年 - 1969年）

1969年
- 紅三四郎（紅三四郎）
- サザエさん

1970年
- いなかっぺ大将
- 男どアホウ甲子園（結城翼）

1971年
- さすらいの太陽（夢麿）

1972年
- 樫の木モック（男の子）

1973年
- 科学忍者隊ガッチャマン（ルーカー殿下）
- けろっこデメタン（ビケ太）
- 荒野の少年イサム（トーマス）
- 新造人間キャシャーン（キャシャーン / 東鉄也）

1974年
- 昆虫物語 新みなしごハッチ
- ゼロテスター（エスパーガロス）
- タイムボカン（鳥天狗、罪人、月の人A）

1975年
- 勇者ライディーン（1975年 - 1976年、猿丸太郎）

1976年
- ゴワッパー5 ゴーダム（技術者、レーダー係）
- まんが 花の係長
- 母をたずねて三千里（チェーザレ）
- ポールのミラクル大作戦（電気人間、鬼トゲB、青銅の騎士、テンパー人間A、サーカス小僧、絵本人間A）

1977年
- 一発貫太くん（テレビアナウンサー）
- 新巨人の星
- ヤッターマン（運転手、イチタニアン、アッキレカエル）
- 惑星ロボ ダンガードA（プラグ技術長官〈2代目〉、ハンス副隊長）

1978年
- 宇宙戦艦ヤマト2（メーザー）

1979年
- ザ☆ウルトラマン（助手 他）
- 無敵鋼人ダイターン3（タイマー）
- 野球狂の詩（三郎）

1980年
- タイムパトロール隊オタスケマン（大貫係官）
- 太陽の使者 鉄人28号（ロビー）
- トム・ソーヤーの冒険（ジム）

1981年
- おはよう!スパンク（先生）
- 海底大戦争 愛の20000マイル（ジョンソン）
- 鉄腕アトム (アニメ第2作)（RP3号）
- とんでも戦士ムテキング（ハイジャック犯C）
- 名犬ジョリィ（チビポリ）
- ヤットデタマン（村人、栄叡）

1982年
- 逆転イッパツマン（セコタ）
- 魔法のプリンセス ミンキーモモ（1982年 - 1983年、スピーカー、おじいちゃん、ピーター）

1983年
- イタダキマン（司会者、赤シャツ）
- フクちゃん
- 魔法の天使クリィミーマミ（1983年 - 1984年、老医師 他）

1984年
- 銀河漂流バイファム（ククト軍通訳、オタ）
- 宗谷物語（中野）
- 名探偵ホームズ（漁師）
- OKAWARI-BOY スターザンS（八神守、男）
- キャッツ♥アイ
- 超力ロボ ガラット（1984年 - 1985年、グレゴ）

1985年
- 蒼き流星SPTレイズナー（リブレ）
- ルパン三世 PARTIII

1986年
- あんみつ姫（サンタクロース、ドラキュラ伯爵）
- オズの魔法使い（マンチキン）
- 青春アニメ全集（生徒、男）
- タッチ（森本、医者）
- ドテラマン（陰鬼、ブンタ）
- ロボタン（校長）

1987年
- Bugってハニー（大臣 他）
- ミスター味っ子（1987年 - 1989年、“プランタン”のコック、花天、神主、老人、鏡太郎）

1988年
- ジャングルブック・少年モーグリ（猿）
- 鉄拳チンミ（エディ）
- のらくろクン（チャーラーハン）

1989年
- ウルトラB（タケミのおじさん）
- おそ松くん（おまわりさんA）
- それいけ!アンパンマン（1989年 - 1994年、ヤギ先生、ストローこうもり〈初代〉、イモ男爵〈初代〉）
- ピーターパンの冒険（黒マントC）

1990年
- NG騎士ラムネ&40（ホネホネホ）
- たいむとらぶるトンデケマン!（マリーン）
- 笑ゥせぇるすまん（1990年 - 1994年、大栗之益、社長）

1991年
- 緊急発進セイバーキッズ（シューザック博士、メカソ）
- 少年アシベ（スガオの家庭教師）
- RPG伝説ヘポイ（ヨークフカヒレ）
- わたしとわたし ふたりのロッテ（シュトローブル）

1992年
- ドラえもん（校長先生）
- 花の魔法使いマリーベル（長老）
- YAWARA!（羽衣係長）
- 幽☆遊☆白書（1992年 - 1994年、明石、空）
- 横山光輝 三国志

1993年
- 忍たま乱太郎（1993年 - 2016年、猪名寺平之助〈乱太郎の父ちゃん〉〈初代〉、先生B）
- 無責任艦長タイラー（ロベルト・J・ハナー）

1994年
- 覇王大系リューナイト（マイヤー）
- 魔法陣グルグル（闇の総裁）

1995年
- 飛べ!イサミ（黒天狗 / 芹沢鴨之丞）
- バーチャファイター（満福の主人）

1996年
- 逮捕しちゃうぞ（厳造）
- るろうに剣心 -明治剣客浪漫譚-（才槌）

1997年
- EAT-MAN（老人）
- 剣風伝奇ベルセルク（1997年 - 1998年、大臣、ゴドー）

1998年
- 金田一少年の事件簿（塚原伝造）
- 魔術士オーフェン（ロックス・ロウ）
- 名探偵コナン（1998年 - 2015年、関口良夫、役場の人、小嶋権作の秘書、鈴木次郎吉の執事、赤坂睦彦）

1999年
- 週刊ストーリーランド（長老）
- Bビーダマン爆外伝V（ちょうろうボン）

2000年
- ドキドキ♡伝説 魔法陣グルグル（闇の総裁）

2001年
- 犬夜叉（じいさん）
- ゴーゴー五つ子ら・ん・ど（たちばな）

2002年
- おジャ魔女どれみドッカ〜ン!（たこ焼きのおじいさん）
- GetBackers-奪還屋-（山村）
- デジモンフロンティア（カラツキヌメモンの長老）
- バロムワン（三崎）

2003年
- L/R -Licensed by Royal-（フロイト教授）
- カレイドスター（腹話術師）
- 無限戦記ポトリス（オルガ）

2004年
- SAMURAI 7（ギサク）
- サムライチャンプルー（和尚）
- ビューティフル ジョー（ブラウン）
- 火の鳥（長老）
- ふたりはプリキュア（老主人）
- ローゼンメイデン（2004年 - 2005年、柴崎元治） - 2シリーズ

2005年
- 奥さまは魔法少女（長老）
- 甲虫王者ムシキング 森の民の伝説（デー）
- NARUTO -ナルト-（スケザ）
- 魔法先生ネギま!（魔法学校校長）
- ローゼンメイデン トロイメント（柴崎元治）

2006年
- エア・ギア（コロ爺）

2007年
- レ・ミゼラブル 少女コゼット（先生）
- ロミオ×ジュリエット（バルサザー）

2009年
- ゴルゴ13（黄彊孫）
- こんにちは アン 〜Before Green Gables（おじいさん）
- スレイヤーズEVOLUTION-R（村長）
- 空を見上げる少女の瞳に映る世界（長老C）
- NARUTO -ナルト- 疾風伝（フカサク）
- WHITE ALBUM（教授）

2011年
- Fate/Zero（2011年 - 2012年、グレン・マッケンジー） - 2シリーズ

2012年
- ドラえもん（セールスマン）

2016年
- 機動戦士ガンダムUC RE:0096（ドワイヨン）
- パズドラクロス（ティンベル）

### OVA
1990年
- 新カラテ地獄変（ごった煮屋）

1991年
- いしいひさいちの大政界（松沢喜六）
- 静かなるドン（部長）

1994年
- タイムボカン王道復古（キャシャーン）

1996年
- 銀河英雄伝説
- 地獄堂霊界通信（地獄堂のおやじ）
- TWIN SIGNAL（梅小路星麻呂）
- 闘神伝（ホー・ファイ）

1998年
- 青の6号（ヒュー・W・コーンウェル）
- 刻の大地 〜花の王国の魔女〜（魔導師ナバロ）

2003年
- キノの旅 〜とっておきの話〜（老人）

2010年
- 機動戦士ガンダムUC（ドワイヨン）

### 劇場アニメ
1969年
- 巨人の星

1982年
- おはよう!スパンク（先生）
- 機動戦士ガンダムIII めぐりあい宇宙編（サンマロ）
- 忍者ハットリくん ニンニン忍法絵日記の巻（花見の客A）

1986年
- 魔物語 愛しのベティ（魔界のおばば）

1987年
- 宝島（執事）

1992年
- 21エモン 宇宙いけ! 裸足のプリンセス

1996年
- 映画 忍たま乱太郎（乱太郎の父 / 猪名寺平之助）
- ルパン三世 DEAD OR ALIVE

2004年
- APPLESEED（七賢老ヘスティア）
- 劇場版 NARUTO -ナルト- 大活劇!雪姫忍法帖だってばよ!!（浅間三太夫）

2011年
- 鬼神伝（頭領）
- 天上人とアクト人最後の戦い（長老C）

### ゲーム
1993年
- ラングリッサー（ナーギャ、司祭）

1998年
- ブレイヴフェンサー 武蔵伝（錬金術師ウルテ、ボリーじいさん、ラクター）

2000年
- 青の6号 歳月不待人 -TIME AND TIDE-（ヒュー・W・コーンウェル）
- タツノコファイト（キャシャーン〈東鉄也〉）

2001年
- ジャック×ダクスター 旧世界の遺産（ブロオラ）

2005年
- ロックマンゼロ4（プープラ・コカペトリ）

2006年
- るろうに剣心 -明治剣客浪漫譚- 炎上! 京都輪廻（才槌）
- ローゼンメイデン ローゼンメイデン ドゥエルヴァルツァ（柴崎元治）

2007年
- オーディンスフィア（スカルディ、マシュウ）
- 株トレーダー瞬（ナンピン先生）
- ローゼンメイデン ゲベートガルテン（柴崎元治）

2009年
- ラチェット&クランク FUTURE2（オーバス）

2010年
- NARUTO -ナルト- ナルティメットストーム2（フカサク）
- NARUTO -ナルト- 疾風伝 忍術全開! チャクラッシュ!!（フカサク）

2012年
- るろうに剣心 -明治剣客浪漫譚- 完醒（才槌）

2016年
- オーディンスフィア レイヴスラシル（マシュー、スカルディ）

### ドラマCD
- 英雄伝説III「白き魔女」（ラップじいさん）
- エンジェル・ハウリング 1 獅子序章 -from the aspect of MIZU（精霊アマワ）
- おたわむれをプリンス?!（シェイク・サルマン）
- Sound Drama Fate/Zero（グレン・マッケンジー）
- 闘神伝〜BEFORE STAGE（ホー）
- 刻の大地 〜花の王国の魔女〜（ナバロ）
- ドラゴンクエスト列伝 ロトの紋章コミックCD（タオ導師）
- 覇王大系リューナイト CDシネマ1「カイオリスへの旅立ち」第1章（マイヤー）
- 半分の月がのぼる空 looking up at the half-moon（多田吉蔵）
- ひぐらしのなく頃に 祭囃し編（高野一二三）
- 幽遊白書（反吐鬼）
- REMASTERED TRACKS ROCKMAN ZERO Telos（アンドリュー）
- ワイルドハーフ（敦史の祖父）

### 吹き替え

#### 映画
- アイアン・イーグル
- アガサ 愛の失踪事件
- 悪魔の改造人間
- アダルト♂スクール（ブルー）
- あなたのために（スプロック〈リチャード・ジョーンズ〉）
- アニマル・ハウス（ストーク）※テレビ朝日版
- ウォール街 ※フジテレビ版
- 裏切りの荒野（コレ・キトシュ）
- エース・ベンチュラ（ウッドストック〈レイノール・シェイン〉）
- エア★アメリカ ※日本テレビ版
- エクスタミネーター（警察署長〈サントス・モラレス〉）※テレビ東京版（BD収録）
- NYPD15分署 ※テレビ朝日版
- エリザベス（チェンバレン〈ピーター・ストックブリッジ〉）
- L.A.マフィア戦争/大殺戮（トーマス）
- 海底二万哩 ※フジテレビ版
- ガルガメス（ゼス）
- キューブ（レン〈ウェイン・ロブソン〉）
- 金玉満堂/決戦!炎の料理人（オウ〈ロー・カーイン〉）
- クリープゾーン エイジング・ウイルス（ヘンリー・チェッサー）
- グレムリン（ムレイ・ファッターマン〈ディック・ミラー〉）※ソフト版
- グレムリン2 新・種・誕・生（ムレイ・ファッターマン〈ディック・ミラー〉）
- 恋のトリセツ 別れ編
- サイコ ※TBS版
- 地獄のデビル・トラック
- シャレード（ギデオン〈ネッド・グラス〉）※日本テレビ版
- ジャンヌ・ダルク
- 死霊のはらわた 最・終・章（ガーディアン〈マイク・ミスラー〉）
- スカイキャプテン ワールド・オブ・トゥモロー（ジェニングズ博士〈トレヴァー・バクスター〉）
- 空の大怪獣Q（フレッチャー〈フレッド・J・スコレイ〉）※テレビ東京版（BD収録）
- ダーク・フェアリー（ブラックウッド卿〈ギャリー・マクドナルド〉）
- 第十七捕虜収容所（マルコ〈ウィリアム・ピアーソン〉）※フジテレビ新版
- ダウンタウン（ホワイト〈ジョー・パントリアーノ〉）
- 小さな贈りもの（ウィー・セント・フランシス〈トレイシー・ウォルター〉）
- トーク・レディオ ※TBS版
- ドッグ・イン・パラダイス（サーカスの団長、宝石商、役人）
- ナイトメア・シティ（クレイマー〈エドゥアルド・ファヤルド〉）
- 長くつ下ピッピの冒険物語（ランシド）
- ネイビー・フォース/テロリスト壊滅作戦
- ノスフェラトゥ（レンフィールド〈ローラン・トポール〉）
- ハード・トゥ・キル（ナイフを持ったチンピラ）※ソフト版
- ハートに火をつけて（アヴォカ〈ヴィンセント・プライス〉）※劇場公開版
- 白熱（ジュニア）
- ハリーとヘンダスン一家 ※TBS版
- バロン（ジェレミー/グスタヴァス〈ジャック・パーヴィス〉）※機内上映版
- ピーウィーの大冒険（マリオ、ジャック）
- ビッグ（体育教師）※テレビ東京版
- ビッグ・トラブル（ハインズ刑事〈ジョン・ポリト〉）
- ビルとテッドの地獄旅行
- ヒンデンブルグ（カール・ボース〈ウィリアム・アザートン〉）※TBS版
- フェリーニのアマルコルド（ビシェーン）
- 復讐の夜想曲（コー〈ハン・インチェ〉）
- 普通じゃない（ナヴィル〈イアン・ホルム〉）※ソフト版
- ブラックファイア（アルヴァレス〈ペペ・セルナ〉）
- ブラニガン（メッセンジャー）
- フランティック（飲んだくれ〈ドミニク・ピノン〉）※ソフト版
- プリティ・ブライド（ルー・トラウト〈アラン・ケント〉）
- ブルージーン・コップ（ゴッテスマン〈アーミン・シマーマン〉）
- ブルーベルベット（ベン〈ディーン・ストックウェル〉）
- プロジェクトA2 史上最大の標的（特使〈ラウ・シウミン〉）※フジテレビ版
- フロント・ページ（レウン）
- ペット・セメタリー（ビル・ベータマン）※ソフト版
- 北海ハイジャック（ヘリング〈デイヴィッド・ウッド〉）※テレビ朝日版
- ポパイ（オリーブのパパ〈マッキンタイア・ディクソン〉）※フジテレビ版
- ポリスアカデミーシリーズ（スウィートチャック〈ティム・カズリンスキー〉）
  - ポリスアカデミー2 全員出動!
  - ポリスアカデミー3 全員再訓練!
  - ポリスアカデミー4 市民パトロール
- マカロニ・ウエスタン 800発の銃弾（葬儀屋）
- マザーナイト（ライオネル・ジョーンズ博士〈バーナード・ベレンズ〉）
- ミーン・マシーン（ドク〈デイビッド・ケリー〉）
- ミシシッピー・バーニング ※テレビ朝日版
- ミュータント・ニンジャ・タートルズ2（トッカ）※劇場公開版
- 面会時間（デレイニー）
- ヤング・フランケンシュタイン（医学生〈ダニー・ゴールドマン〉）※テレビ朝日版
- ランボー ※テレビ朝日版
- ルームメイト ※ソフト版
- ロード・オブ・ザ・リング（ゴラム〈アンディ・サーキス〉）
- ロスト・ソウルズ（ラロー〈ジョン・ハート〉）
- ロマンシング・アドベンチャー/キング・ソロモンの秘宝 ※テレビ朝日版

#### ドラマ
- インディ・ジョーンズ/若き日の大冒険
- 宇宙大作戦（イサック）
- FBI特別捜査官（ポール・サマーズ〈チャールズ・シーベル〉）
- L.A.ロー 七人の弁護士（リーランド・マッケンジー〈リチャード・ダイサート〉）
- オールイン 運命の愛
- OZ/オズ（ロバート・ボブ・リバドー〈ジョージ・モーフォゲン〉）
- 俺たち賞金稼ぎ!!フォール・ガイ
- オン・ジ・エアー（バート・シェイン〈ゲイリー・グロスマン〉）
- 恐竜家族
- 刑事フォイル（ジョージ・ウッドリッジ）
- こちらブルームーン探偵社 シーズン4 #5・6（アーニー・ステックラー〈トレイシー・ウォルター〉）
- 三国志演義（陳登）※NHK・BS2版
- サンフランシスコの空の下 ※第19話
- ジェシカおばさんの事件簿（アーノルド・メグリム〈リチャード・サンダース〉）
- ジム・ヘンソンのストーリーテラー（犬）
- ジム・ヘンソンのファンタジー・ワールド（犬）
- 地上最強の美女バイオニック・ジェミー
- チャームド〜魔女3姉妹〜 ※第30話
- デスパレートな妻たち シーズン2 ※第6話
- ピケット・フェンス（ヘンリー・ボーン判事〈レイ・ウォルストン〉）
- ビバリーヒルズ高校白書 シーズン1〜3（マーティン 他多数）
- ふたりは最高!ダーマ&グレッグ シーズン5 #20（マニエル）
- プリズン・ブレイク（チャールズ・ウェストモアランド〈ミューズ・ワトソン〉）
- フレンズ（ドイル弁護士〈ダニー・デイトン〉）※第27話
- ボーイ・ミーツ・ワールド（フィル、ミルトン〈フィル・リーズ〉）
- 名探偵ポワロ ※NHK版
  - 「4階の部屋」（執事役の舞台俳優）※追加吹き替え分
  - 「死人の鏡」（シュネール執事）
- ヤングライダーズ シーズン3（インディアン）※第57話
- 夢みる小犬ウィッシュボーン（ドン・キホーテ）
- ロックフォードの事件メモ

#### テレビ番組
- 文藝春秋 Sports Graphic Number Video Version 世界珍プレードキュメント スポーツあれれ大全（元フットボール選手 バーニー・ナグラー、キャスター1、トレーナー アンジェロ・ダンディ）

#### アニメ
- アイドル忍者タートルズ（バクスター・ストックマン、男）※NHK衛星第二版
- アニマニアックス（ワライラマ）
- イウォーク物語（ログレイ、アーファム）※DVD版
- シルベスター&トゥイーティー ミステリー
- スパイダーマン（ヴァルチャー / エイドリアン・トゥームズ）
- チップとデールの大作戦（ワート）※新吹き替え版
  - チップとデールの大作戦（ベラ）※テレビ東京版
- スヌーピーとチャーリー・ブラウン（フランクリン）
- ティム・バートンのコープスブライド（グートネクト長老）
- 天国から来たわんちゃん
- トムとジェリーキッズ
- ドラゴン水滸伝（リー大人）
- バットマン（テンプル・ヒュゲット / クロックキング）
- ピーターパンの冒険（黒マントC）
- ラマだった王様 学校へ行こう!（ミチュパチュの先生）
- リトル・マーメイド
- ロボコップ THE ANIMATION（マクナマラ博士）

#### 人形劇
- 地球防衛軍テラホークス（ゼロイド101号[1]）
- マペットシリーズ（スタトラー）
  - マペット放送局（カーター）
  - ゴンゾ宇宙に帰る
  - マペットのオズの魔法使い
  - マペットのメリー・クリスマス（ジョー・スノウ）
  - マペットめざせブロードウェイ! ※ソニー・ピクチャーズ版
  - スタジオDC:オールスター・ライブ
  - ザ・マペッツ

### 特撮
- 帰ってきたウルトラマン（1971年、第21話のメロドラマの男の声）
- ウルトラマンタロウ（1973年、悪質宇宙人メフィラス星人（二代目）の声、第31話のケヤキの声、目つぶし星人カタン星人の声、醜悪星人メドウーサ星人の声）
- ジャンボーグA（1973年、オネストキングの声、PAT基地の警報アナウンスの声、最終話のグロース星人の声）
- 超人機メタルダー（1987年、モンスター軍団軽闘士ヘドグロスの声）

### テレビドラマ
- 女殺し屋 花笠お竜 第20話「宿場に咲いた母恋しぐれ」（1969年、東京12チャンネル）
- 兄貴の恋人 第9話（1970年、フジテレビ）
- 一心太助 第20話「駆落ち者です今晩は!」（1972年、フジテレビ） - 佐吉
- 火曜日の女シリーズ 木の葉の家（1972年、NTV）
- 太陽にほえろ! 第47話「俺の拳銃をかえせ!」（1973年） - アナウンサー

### テレビ番組
- 出没!アド街ック天国「京急 六郷」（2008年8月2日、テレビ東京） - ゲスト出演
- 腹ペコ!なでしこグルメ旅「〜雑色商店街＆水門通り商店街〜」（2014年1月24日、テレビ東京） - ゲスト出演